# Hooker 'n Heat
Albums de John Lee Hooker, Canned Heat
Canned Heat '70 Concert Live in Europe
(1970) Live at Topanga Corral
(1971)
Hooker 'n Heat, sorti en 1971, est un double album issu d'une collaboration entre John Lee Hooker et Canned Heat. 
Il s'agit du dernier album studio d'Alan Wilson, qui meurt en septembre 1970 d'une overdose de barbituriques. Comme la photo sur la pochette de l'album a été prise après la mort de Wilson, son portrait apparaît dans un cadre derrière John Lee Hooker. Le guitariste Henry Vestine n'était également pas présent lors de la séance photo. Skip Taylor, le manager du groupe, a donc pris la place de Vestine sur la photo, qui a ensuite été modifiée en ajoutant la tête de Vestine sur le corps de Skip Taylor. 
Hooker 'n Heat est le premier album de John Lee Hooker à figurer dans le hit-parade, se classant à la 78e place du Billboard. 

## Liste des pistes
Toutes les chansons ont été composées par John Lee Hooker, sauf mention contraire.
Face A
1. Messin' with the Hook – 3:23
2. The Feelin' Is Gone – 4:32
3. Send Me Your Pillow – 4:48
4. Sittin' Here Thinkin'  – 4:07
5. Meet Me in the Bottom – 3:34

Face B
1. Alimonia Blues – 4:31
2. Drifter  – 4:57
  - John Lee Hooker - guitare, chant
  - Alan Wilson - harmonica
3. You Talk Too Much – 3:16
  - John Lee Hooker - guitare, chant
  - Alan Wilson - harmonica
4. Burning Hell(John Lee Hooker, Bernard Besman) – 5:28
  - John Lee Hooker - guitare, chant
  - Alan Wilson - harmonica
5. Bottle Up and Go – 2:27
  - John Lee Hooker - guitare, chant
  - Alan Wilson - piano

Face C
1. The World Today – 7:47
  - John Lee Hooker - guitare, chant
  - Alan Wilson - piano
2. "I Got My Eyes on You – 4:26
  - John Lee Hooker - guitare, chant
  - Alan Wilson - guitare
3. Whiskey and Wimmen'  – 4:37
  - John Lee Hooker - chant, guitare rythmique
  - Alan Wilson - harmonica
  - Henry Vestine - guitare soliste
  - Antonio de la Barreda - basse
  - Adolfo de la Parra - batterie
4. Just You and Me – 7:42
  - John Lee Hooker - chant, guitare
  - Alan Wilson - harmonica
  - Henry Vestine - guitar soliste
  - Antonio de la Barreda - basse
  - Adolfo de la Parra - Batterie

Face D
1. Let's Make It – 4:06
  - John Lee Hooker - chant, guitare
  - Alan Wilson - harmonica
  - Henry Vestine - guitare soliste
  - Antonio de la Barreda - basse
  - Adolfo de la Parra - batterie
2. Peavine – 5:07
  - John Lee Hooker - guitare soliste, chant
  - Alan Wilson - guitare rythmique
  - Antonio de la Barreda - basse
  - Adolfo de la Parra - batterie
3. Boogie Chillen no 2(John Lee Hooker, Bernard Besman) – 11:33
  - John Lee Hooker - chant, guitare
  - Alan Wilson - harmonica
  - Henry Vestine - guitare soliste
  - Antonio de la Barreda - basse
  - Adolfo de la Parra - batterie